# Нікола Чумич
Нікола Чумич (серб. Никола Чумић / Nikola Čumić, нар. 20 листопада 1998, Ужице) — сербський футболіст, нападник клубу «Воєводина».
Виступав, зокрема, за клуби «Спортінг» (Хіхон) та «Люцерн», а також молодіжну збірну Сербії.

## Клубна кар'єра
У дорослому футболі дебютував 2014 року виступами за команду «Слобода» (Ужице), в якій провів два сезони, взявши участь у 13 матчах чемпіонату. 
Згодом з 2016 по 2020 рік грав у складі команд «Металац», «Раднички» (Ниш), «Олімпіакос» та «Раднички» (Ниш).
Своєю грою за останню команду привернув увагу представників тренерського штабу клубу «Спортінг» (Хіхон), до складу якого приєднався 2020 року. Відіграв за клуб з Хіхона наступний сезон своєї ігрової кар'єри. Більшість часу, проведеного у складі хіхонського «Спортінга», був основним гравцем атакувальної ланки команди.
Протягом 2021 року знову захищав кольори клубу «Олімпіакос».
У 2021 році уклав контракт з клубом «Люцерн», у складі якого провів наступний рік своєї кар'єри гравця. Граючи у складі «Люцерна» також здебільшого виходив на поле в основному складі команди.
До складу клубу «Воєводина» приєднався 2022 року. Станом на 3 серпня 2023 року відіграв за команду з Нового Сада 30 матчів у національному чемпіонаті.

## Виступи за збірну
Протягом 2019–2020 років залучався до складу молодіжної збірної Сербії. На молодіжному рівні зіграв у 5 офіційних матчах.